# Villa "La Colombina"
Villa "La Colombina" è una villa veneta sita a Preganziol, in provincia di Treviso. Sorge sul lato orientale del Terraglio.

## Storia
Il palazzo, di origine settecentesca, fu edificato probabilmente dai Querini.

## Edifici
Il complesso, vincolato dal 1960, si compone della casa padronale, del retrostante annesso e del vasto parco.
La casa padronale è un palazzetto a pianta quadrata che si sviluppa su due livelli cui si aggiunge un piano rialzato concluso da un timpano, secondo uno schema assai diffuso tra le ville venete. Come ricorda il nome, l'edificio ha linee equilibrate e aggraziate grazie all'accurata disposizione degli elementi architettonici e all'organizzazione dell'impaginato esterno.
Il fronte principale, rivolto a ovest, verso la strada, è tripartito. Ogni piano conta una coppia di aperture per lato e, nel mezzo, un gruppo di tre luci. Si pone l'accento, dunque, sulla fascia centrale, ma anche l'orizzontalità della struttura è sottolineata, specialmente al piano nobile. Le finestre di quest'ultimo sono marcate da specchiature sottostanti, unite fra loro da una fascia. Al piano superiore, le modanature trasformano i frontoncini in piccole cimase. L'organizzazione della facciata retrostante retro è molto simile.
A questa notevole regolarità degli esterni corrisponde un'analoga attenzione nell'organizzazione degli interni: il salone centrale è affiancato da due stanze con scala a doppia rampa lungo il lato sud.
A sudest si trova al corpo domenicale un rustico - le ex scuderie - di 50 metri di lunghezza e 10 di profondità, privo di un ordine architettonico ben definito. Le due costruzioni sono saldate insieme da un volume caratterizzato da due fori al secondo livello che racchiude la cappella privata.